# Géo Wallery
Georges Messaoud Stora dit Géo Wallery est un acteur et scénariste français né le 1 juillet 1902 à Alger (Algérie) et mort le 14 novembre 1971 à Paris.

## Biographie
Pendant une trentaine d'années, il a été professeur d'art dramatique, jusqu'en 1962, au Conservatoire d'art dramatique d'Alger,.

## Filmographie

### Télévision

#### Séries télévisées
- 1957 : En votre âme et conscience : Labasse
- 1959 : En votre âme et conscience, épisode : L'Affaire Meyer de Jean Prat
- 1962 : L'inspecteur Leclerc enquête : Le commissaire
- 1963 : La caméra explore le temps : Le chef du jury
- 1964 : L'Abonné de la ligne U
- 1965 : Rocambole : Le commissaire
- 1965 : Seule à Paris
- 1967 : Au théâtre ce soir : Le grand-père
- 1967 : Les Habits noirs : Alfred, le valet du Comte Bozzo / Alfred, le valet du colonel Bozzo
- 1967 : Malican père et fils : Miklas
- 1968 : Les Compagnons de Baal : Le paysan
- 1969 : Que ferait donc Faber ?
- 1971 : Le Voyageur des siècles : Le client du café #4
- 1971 : Les Nouvelles Aventures de Vidocq : Le docteur de la prison de Melun

#### Téléfilms
- 1962 : Candide : Le viellard
- 1964 : Carlota : Docteur Watts
- 1964 : Une fille dans la montagne : Lafaye
- 1965 : Le mystère de la chambre jaune : Père / Uncle Jacques
- 1966 : La chasse au météore : L'Huissier
- 1967 : L'affaire Lourdes
- 1968 : La Boniface : Ronard
- 1971 : L'homme qui rit : Eaque